# Catedral de la Santísima Trinidad (Quebec)
La Catedral de la Santísima Trinidad es la catedral de la diócesis anglicana de Quebec, en Canadá y cuenta con dos parroquias: la parroquia de Quebec y la parroquia de Todos los Santos. La diócesis anglicana de Quebec fue fundada en 1793 y su primer obispo, el doctor Jacob Mountain, fijó pronto su atención en la construcción de una catedral. El edificio completo fue consagrado el 28 de agosto de 1804. Fue la primera catedral anglicana que se construyó fuera de las islas británicas.